# رده‌بندی امتیازی در ووئلتا اسپانیا
رده‌بندی امتیازی یکی از رده‌بندی‌های ثانویهٔ تور دوچرخه‌سواری ووئلتا اسپانیا است که در آن، رکابزنان بر پایه امتیازات کسب شده در هر مرحله، رتبه‌بندی می‌شوند.

## تاریخچه
نخستین بار، رده‌بندی امتیازی در سال ۱۹۴۵ با حمایت مالی پیرلی به صورت زیر محاسبه شد:
- برندهٔ هر مرحله ۱۰۰ امتیاز به دست می‌آورد، نفر دوم ۹۹ امتیاز و به همین ترتیب ادامه می‌یابد. اگر زمان یکسان برای گروهی از رکابزنان ثبت شود، به همهٔ آنها امتیاز یکسانی داده می‌شود.
- ۵ نفر اول هر مرحله، برای هر دقیقه‌ای که جلوتر از نفر ششم از خط پایان بگذرند، ۱۲ امتیاز کسب می‌کنند.
- به ازای هر یک امتیاز به دست آمده در رده‌بندی کوهستان، ۲ امتیاز در رده‌بندی امتیازی داده می‌شود.
- در خطوط سرعت میانی، ۸ امتیاز به نفر اول، ۶ امتیاز به نفر دوم و ۴ و ۲ امتیاز به نفرات بعدی داده می‌شود.

هرچند حامی مالی، این رده‌بندی را موفقیت بزرگی دانسته بود، ولی در دورهٔ بعدی ادامه نیافت. رده‌بندی امتیازی در سال ۱۹۵۵ به ووئلتا بازگشت. سپس از روشی مشابه رده‌بندی امتیازی در تور دو فرانس به صورت افزودن رده‌بندی مرحله استفاده شد.
شون کلی و لوران ژالابر با ۴ قهرمانی، رکورد پیروزی در رده‌بندی را در اختیار دارند.

## برندگان چندگانه
| پیروزی | رکابزن                 | دوره‌ها                 |
| ------ | ---------------------- | ---------------------- |
| ۴      | شون کلی (IRL)          | ۱۹۸۰، ۱۹۸۵، ۱۹۸۶، ۱۹۸۸ |
| ۴      | لوران ژالابر (FRA)     | ۱۹۹۴، ۱۹۹۵، ۱۹۹۶، ۱۹۹۷ |
| ۳      | اریک تسابل (GER)       | ۲۰۰۲، ۲۰۰۳، ۲۰۰۴       |
| ۳      | آلخاندرو والورده (ESP) | ۲۰۱۲، ۲۰۱۳، ۲۰۱۵       |
| ۲      | ریک فن لوی (BEL)       | ۱۹۵۹، ۱۹۶۵             |
| ۲      | یان یانسن (NED)        | ۱۹۶۷، ۱۹۶۸             |
| ۲      | Uwe Raab (GER)         | ۱۹۹۰، ۱۹۹۱             |